# توین فالز (آیداهو)
توین فالز (به انگلیسی: Twin Falls) شهری در شهرستان توین فالس ایالت آیداهو است که جمعیت آن در سرشماری سال ۲۰۱۰ میلادی ۴۴٬۱۲۵ نفر بوده است.

## موقعیت جغرافیایی
موقعیت جغرافیایی شهرها و مناطق اطراف به شرح زیر است: